# Cindy Landry
Cindy Landry (* 1972) ist eine ehemalige kanadische Eiskunstläuferin, die im Paarlauf startete. 
Landrys Eiskunstlaufpartner wurde ab 1989 bis einschließlich 1990 Lyndon Johnston. 1989 wurde das Paar kanadischer Vizemeister hinter Isabelle Brasseur und Lloyd Eisler und 1990 schließlich kanadischer Meister. Bei ihrer ersten gemeinsamen Weltmeisterschaft wurden Landry und Johnston 1989 in Paris auf Anhieb Vize-Weltmeister hinter Jekaterina Gordejewa und Sergei Grinkow aus der Sowjetunion. 1990 reichte es bei der Weltmeisterschaft jedoch nur noch zum neunten Platz, woraufhin sie ihre Karriere beendeten. 

## Ergebnisse

### Paarlauf
(mit Lyndon Johnston)
| Wettbewerb / Jahr          | 1989 | 1990 |
| -------------------------- | ---- | ---- |
| Weltmeisterschaften        | 2.   | 9.   |
| Kanadische Meisterschaften | 2.   | 1.   |

| Personendaten    | Personendaten               |
| ---------------- | --------------------------- |
| NAME             | Landry, Cindy               |
| KURZBESCHREIBUNG | kanadische Eiskunstläuferin |
| GEBURTSDATUM     | 1972                        |